# محدوده مرجع
در پزشکی، محدوده مرجع (انگلیسی: Reference range) یا دامنهٔ مرجع به بازه‌ای از مقادیر گفته می‌شود که برای یک آزمایش خاص در افراد سالم به‌دست آمده و به‌عنوان معیار مقایسه برای تفسیر نتایج آزمایش‌های بیماران استفاده می‌شود. این محدوده معمولاً شامل مقادیری است که ۹۵٪ افراد سالم در آن قرار دارند، به این معنا که اگر نتیجهٔ آزمایش فردی خارج از این محدوده باشد، ممکن است نشان‌دهندهٔ وجود یک مشکل یا بیماری باشد، هرچند همیشه این‌گونه نیست.
محدوده‌های مرجع می‌توانند تحت تأثیر عواملی مانند سن، جنسیت، نژاد، رژیم غذایی، وضعیت بارداری و حتی روش‌های آزمایشگاهی متفاوت باشند. به همین دلیل، هر آزمایشگاه ممکن است محدوده‌های مرجع خاص خود را داشته باشد که بر اساس جمعیت مورد بررسی و تجهیزات مورد استفاده تعیین شده‌اند.
همچنین، برخی آزمایش‌ها ممکن است فقط یک حد بالا یا پایین داشته باشند که به آن‌ها «مقادیر آستانه» یا «مقادیر قطع» گفته می‌شود. این مقادیر برای تشخیص وجود یا عدم وجود یک وضعیت خاص، مانند بیماری یا عفونت، استفاده می‌شوند.
در تفسیر نتایج آزمایش‌ها، مهم است که به محدودهٔ مرجع ارائه‌شده توسط همان آزمایشگاه توجه شود، زیرا تفاوت در تجهیزات و روش‌ها می‌تواند بر نتایج تأثیر بگذارد. همچنین، پزشک با در نظر گرفتن علائم بالینی و سابقهٔ پزشکی فرد، تصمیم می‌گیرد که آیا نتیجهٔ خارج از محدودهٔ مرجع نیاز به بررسی بیشتر دارد یا خیر.